# Xã Logan, Quận Burleigh, Bắc Dakota
Xã Logan (tiếng Anh: Logan Township) là một xã thuộc quận Burleigh, tiểu bang Bắc Dakota, Hoa Kỳ. Năm 2010, dân số của xã này là 36 người.